# Hilding Fröberg
Johan Hilding Laurentius Fröberg (Härnösand, 4 agosto 1918 – Stoccolma?, 1999) è stato un compositore di scacchi svedese.
Noto soprattutto come problemista, compose anche numerosi studi. Era un Maestro FIDE nel gioco a tavolino.
Il sito Yet another chess problem database contiene 530 suoi problemi, alcuni composti in collaborazione con altri.
Scrisse il libro Bindningsproblem med modelmatter (Stoccolma, 1983), una raccolta di 400 problemi terminanti con matti modello.
Insieme a Herbert Hultberg scrisse Svenska Miniatyrer i urval (Copenaghen, 1978), una raccolta di 230 miniature di compositori svedesi.
Il compositore danese Walter Jørgensen ha raccolto 300 suoi problemi nel libro 300 problem av Hilding Fröberg (Copenaghen, 1989).

## Problemi d'esempio
Il problema a sinistra è notevole in quanto nel gioco virtuale ben 18 mosse del nero sono seguite dal matto, e nel gioco apparente tre tentativi funzionano per 37 difese del nero, ma per ciascuno c'è una difesa che impedisce il matto.
|   | a | b | c | d | e | f | g | h |   |
| 8 | c8 re del bianco · d8 cavallo del nero · f8 cavallo del nero · b7 cavallo del bianco · c7 pedone del bianco · d7 pedone del bianco · e7 pedone del bianco · g7 torre del bianco · a6 torre del bianco · c6 cavallo del bianco · e6 re del nero · f6 donna del nero · g6 alfiere del nero · a5 alfiere del nero · c5 torre del nero · f5 torre del nero · g5 pedone del bianco · e4 pedone del bianco · a3 alfiere del bianco · h3 donna del bianco | c8 re del bianco · d8 cavallo del nero · f8 cavallo del nero · b7 cavallo del bianco · c7 pedone del bianco · d7 pedone del bianco · e7 pedone del bianco · g7 torre del bianco · a6 torre del bianco · c6 cavallo del bianco · e6 re del nero · f6 donna del nero · g6 alfiere del nero · a5 alfiere del nero · c5 torre del nero · f5 torre del nero · g5 pedone del bianco · e4 pedone del bianco · a3 alfiere del bianco · h3 donna del bianco | c8 re del bianco · d8 cavallo del nero · f8 cavallo del nero · b7 cavallo del bianco · c7 pedone del bianco · d7 pedone del bianco · e7 pedone del bianco · g7 torre del bianco · a6 torre del bianco · c6 cavallo del bianco · e6 re del nero · f6 donna del nero · g6 alfiere del nero · a5 alfiere del nero · c5 torre del nero · f5 torre del nero · g5 pedone del bianco · e4 pedone del bianco · a3 alfiere del bianco · h3 donna del bianco | c8 re del bianco · d8 cavallo del nero · f8 cavallo del nero · b7 cavallo del bianco · c7 pedone del bianco · d7 pedone del bianco · e7 pedone del bianco · g7 torre del bianco · a6 torre del bianco · c6 cavallo del bianco · e6 re del nero · f6 donna del nero · g6 alfiere del nero · a5 alfiere del nero · c5 torre del nero · f5 torre del nero · g5 pedone del bianco · e4 pedone del bianco · a3 alfiere del bianco · h3 donna del bianco | c8 re del bianco · d8 cavallo del nero · f8 cavallo del nero · b7 cavallo del bianco · c7 pedone del bianco · d7 pedone del bianco · e7 pedone del bianco · g7 torre del bianco · a6 torre del bianco · c6 cavallo del bianco · e6 re del nero · f6 donna del nero · g6 alfiere del nero · a5 alfiere del nero · c5 torre del nero · f5 torre del nero · g5 pedone del bianco · e4 pedone del bianco · a3 alfiere del bianco · h3 donna del bianco | c8 re del bianco · d8 cavallo del nero · f8 cavallo del nero · b7 cavallo del bianco · c7 pedone del bianco · d7 pedone del bianco · e7 pedone del bianco · g7 torre del bianco · a6 torre del bianco · c6 cavallo del bianco · e6 re del nero · f6 donna del nero · g6 alfiere del nero · a5 alfiere del nero · c5 torre del nero · f5 torre del nero · g5 pedone del bianco · e4 pedone del bianco · a3 alfiere del bianco · h3 donna del bianco | c8 re del bianco · d8 cavallo del nero · f8 cavallo del nero · b7 cavallo del bianco · c7 pedone del bianco · d7 pedone del bianco · e7 pedone del bianco · g7 torre del bianco · a6 torre del bianco · c6 cavallo del bianco · e6 re del nero · f6 donna del nero · g6 alfiere del nero · a5 alfiere del nero · c5 torre del nero · f5 torre del nero · g5 pedone del bianco · e4 pedone del bianco · a3 alfiere del bianco · h3 donna del bianco | c8 re del bianco · d8 cavallo del nero · f8 cavallo del nero · b7 cavallo del bianco · c7 pedone del bianco · d7 pedone del bianco · e7 pedone del bianco · g7 torre del bianco · a6 torre del bianco · c6 cavallo del bianco · e6 re del nero · f6 donna del nero · g6 alfiere del nero · a5 alfiere del nero · c5 torre del nero · f5 torre del nero · g5 pedone del bianco · e4 pedone del bianco · a3 alfiere del bianco · h3 donna del bianco | 8 |
| 7 | c8 re del bianco · d8 cavallo del nero · f8 cavallo del nero · b7 cavallo del bianco · c7 pedone del bianco · d7 pedone del bianco · e7 pedone del bianco · g7 torre del bianco · a6 torre del bianco · c6 cavallo del bianco · e6 re del nero · f6 donna del nero · g6 alfiere del nero · a5 alfiere del nero · c5 torre del nero · f5 torre del nero · g5 pedone del bianco · e4 pedone del bianco · a3 alfiere del bianco · h3 donna del bianco | c8 re del bianco · d8 cavallo del nero · f8 cavallo del nero · b7 cavallo del bianco · c7 pedone del bianco · d7 pedone del bianco · e7 pedone del bianco · g7 torre del bianco · a6 torre del bianco · c6 cavallo del bianco · e6 re del nero · f6 donna del nero · g6 alfiere del nero · a5 alfiere del nero · c5 torre del nero · f5 torre del nero · g5 pedone del bianco · e4 pedone del bianco · a3 alfiere del bianco · h3 donna del bianco | c8 re del bianco · d8 cavallo del nero · f8 cavallo del nero · b7 cavallo del bianco · c7 pedone del bianco · d7 pedone del bianco · e7 pedone del bianco · g7 torre del bianco · a6 torre del bianco · c6 cavallo del bianco · e6 re del nero · f6 donna del nero · g6 alfiere del nero · a5 alfiere del nero · c5 torre del nero · f5 torre del nero · g5 pedone del bianco · e4 pedone del bianco · a3 alfiere del bianco · h3 donna del bianco | c8 re del bianco · d8 cavallo del nero · f8 cavallo del nero · b7 cavallo del bianco · c7 pedone del bianco · d7 pedone del bianco · e7 pedone del bianco · g7 torre del bianco · a6 torre del bianco · c6 cavallo del bianco · e6 re del nero · f6 donna del nero · g6 alfiere del nero · a5 alfiere del nero · c5 torre del nero · f5 torre del nero · g5 pedone del bianco · e4 pedone del bianco · a3 alfiere del bianco · h3 donna del bianco | c8 re del bianco · d8 cavallo del nero · f8 cavallo del nero · b7 cavallo del bianco · c7 pedone del bianco · d7 pedone del bianco · e7 pedone del bianco · g7 torre del bianco · a6 torre del bianco · c6 cavallo del bianco · e6 re del nero · f6 donna del nero · g6 alfiere del nero · a5 alfiere del nero · c5 torre del nero · f5 torre del nero · g5 pedone del bianco · e4 pedone del bianco · a3 alfiere del bianco · h3 donna del bianco | c8 re del bianco · d8 cavallo del nero · f8 cavallo del nero · b7 cavallo del bianco · c7 pedone del bianco · d7 pedone del bianco · e7 pedone del bianco · g7 torre del bianco · a6 torre del bianco · c6 cavallo del bianco · e6 re del nero · f6 donna del nero · g6 alfiere del nero · a5 alfiere del nero · c5 torre del nero · f5 torre del nero · g5 pedone del bianco · e4 pedone del bianco · a3 alfiere del bianco · h3 donna del bianco | c8 re del bianco · d8 cavallo del nero · f8 cavallo del nero · b7 cavallo del bianco · c7 pedone del bianco · d7 pedone del bianco · e7 pedone del bianco · g7 torre del bianco · a6 torre del bianco · c6 cavallo del bianco · e6 re del nero · f6 donna del nero · g6 alfiere del nero · a5 alfiere del nero · c5 torre del nero · f5 torre del nero · g5 pedone del bianco · e4 pedone del bianco · a3 alfiere del bianco · h3 donna del bianco | c8 re del bianco · d8 cavallo del nero · f8 cavallo del nero · b7 cavallo del bianco · c7 pedone del bianco · d7 pedone del bianco · e7 pedone del bianco · g7 torre del bianco · a6 torre del bianco · c6 cavallo del bianco · e6 re del nero · f6 donna del nero · g6 alfiere del nero · a5 alfiere del nero · c5 torre del nero · f5 torre del nero · g5 pedone del bianco · e4 pedone del bianco · a3 alfiere del bianco · h3 donna del bianco | 7 |
| 6 | c8 re del bianco · d8 cavallo del nero · f8 cavallo del nero · b7 cavallo del bianco · c7 pedone del bianco · d7 pedone del bianco · e7 pedone del bianco · g7 torre del bianco · a6 torre del bianco · c6 cavallo del bianco · e6 re del nero · f6 donna del nero · g6 alfiere del nero · a5 alfiere del nero · c5 torre del nero · f5 torre del nero · g5 pedone del bianco · e4 pedone del bianco · a3 alfiere del bianco · h3 donna del bianco | c8 re del bianco · d8 cavallo del nero · f8 cavallo del nero · b7 cavallo del bianco · c7 pedone del bianco · d7 pedone del bianco · e7 pedone del bianco · g7 torre del bianco · a6 torre del bianco · c6 cavallo del bianco · e6 re del nero · f6 donna del nero · g6 alfiere del nero · a5 alfiere del nero · c5 torre del nero · f5 torre del nero · g5 pedone del bianco · e4 pedone del bianco · a3 alfiere del bianco · h3 donna del bianco | c8 re del bianco · d8 cavallo del nero · f8 cavallo del nero · b7 cavallo del bianco · c7 pedone del bianco · d7 pedone del bianco · e7 pedone del bianco · g7 torre del bianco · a6 torre del bianco · c6 cavallo del bianco · e6 re del nero · f6 donna del nero · g6 alfiere del nero · a5 alfiere del nero · c5 torre del nero · f5 torre del nero · g5 pedone del bianco · e4 pedone del bianco · a3 alfiere del bianco · h3 donna del bianco | c8 re del bianco · d8 cavallo del nero · f8 cavallo del nero · b7 cavallo del bianco · c7 pedone del bianco · d7 pedone del bianco · e7 pedone del bianco · g7 torre del bianco · a6 torre del bianco · c6 cavallo del bianco · e6 re del nero · f6 donna del nero · g6 alfiere del nero · a5 alfiere del nero · c5 torre del nero · f5 torre del nero · g5 pedone del bianco · e4 pedone del bianco · a3 alfiere del bianco · h3 donna del bianco | c8 re del bianco · d8 cavallo del nero · f8 cavallo del nero · b7 cavallo del bianco · c7 pedone del bianco · d7 pedone del bianco · e7 pedone del bianco · g7 torre del bianco · a6 torre del bianco · c6 cavallo del bianco · e6 re del nero · f6 donna del nero · g6 alfiere del nero · a5 alfiere del nero · c5 torre del nero · f5 torre del nero · g5 pedone del bianco · e4 pedone del bianco · a3 alfiere del bianco · h3 donna del bianco | c8 re del bianco · d8 cavallo del nero · f8 cavallo del nero · b7 cavallo del bianco · c7 pedone del bianco · d7 pedone del bianco · e7 pedone del bianco · g7 torre del bianco · a6 torre del bianco · c6 cavallo del bianco · e6 re del nero · f6 donna del nero · g6 alfiere del nero · a5 alfiere del nero · c5 torre del nero · f5 torre del nero · g5 pedone del bianco · e4 pedone del bianco · a3 alfiere del bianco · h3 donna del bianco | c8 re del bianco · d8 cavallo del nero · f8 cavallo del nero · b7 cavallo del bianco · c7 pedone del bianco · d7 pedone del bianco · e7 pedone del bianco · g7 torre del bianco · a6 torre del bianco · c6 cavallo del bianco · e6 re del nero · f6 donna del nero · g6 alfiere del nero · a5 alfiere del nero · c5 torre del nero · f5 torre del nero · g5 pedone del bianco · e4 pedone del bianco · a3 alfiere del bianco · h3 donna del bianco | c8 re del bianco · d8 cavallo del nero · f8 cavallo del nero · b7 cavallo del bianco · c7 pedone del bianco · d7 pedone del bianco · e7 pedone del bianco · g7 torre del bianco · a6 torre del bianco · c6 cavallo del bianco · e6 re del nero · f6 donna del nero · g6 alfiere del nero · a5 alfiere del nero · c5 torre del nero · f5 torre del nero · g5 pedone del bianco · e4 pedone del bianco · a3 alfiere del bianco · h3 donna del bianco | 6 |
| 5 | c8 re del bianco · d8 cavallo del nero · f8 cavallo del nero · b7 cavallo del bianco · c7 pedone del bianco · d7 pedone del bianco · e7 pedone del bianco · g7 torre del bianco · a6 torre del bianco · c6 cavallo del bianco · e6 re del nero · f6 donna del nero · g6 alfiere del nero · a5 alfiere del nero · c5 torre del nero · f5 torre del nero · g5 pedone del bianco · e4 pedone del bianco · a3 alfiere del bianco · h3 donna del bianco | c8 re del bianco · d8 cavallo del nero · f8 cavallo del nero · b7 cavallo del bianco · c7 pedone del bianco · d7 pedone del bianco · e7 pedone del bianco · g7 torre del bianco · a6 torre del bianco · c6 cavallo del bianco · e6 re del nero · f6 donna del nero · g6 alfiere del nero · a5 alfiere del nero · c5 torre del nero · f5 torre del nero · g5 pedone del bianco · e4 pedone del bianco · a3 alfiere del bianco · h3 donna del bianco | c8 re del bianco · d8 cavallo del nero · f8 cavallo del nero · b7 cavallo del bianco · c7 pedone del bianco · d7 pedone del bianco · e7 pedone del bianco · g7 torre del bianco · a6 torre del bianco · c6 cavallo del bianco · e6 re del nero · f6 donna del nero · g6 alfiere del nero · a5 alfiere del nero · c5 torre del nero · f5 torre del nero · g5 pedone del bianco · e4 pedone del bianco · a3 alfiere del bianco · h3 donna del bianco | c8 re del bianco · d8 cavallo del nero · f8 cavallo del nero · b7 cavallo del bianco · c7 pedone del bianco · d7 pedone del bianco · e7 pedone del bianco · g7 torre del bianco · a6 torre del bianco · c6 cavallo del bianco · e6 re del nero · f6 donna del nero · g6 alfiere del nero · a5 alfiere del nero · c5 torre del nero · f5 torre del nero · g5 pedone del bianco · e4 pedone del bianco · a3 alfiere del bianco · h3 donna del bianco | c8 re del bianco · d8 cavallo del nero · f8 cavallo del nero · b7 cavallo del bianco · c7 pedone del bianco · d7 pedone del bianco · e7 pedone del bianco · g7 torre del bianco · a6 torre del bianco · c6 cavallo del bianco · e6 re del nero · f6 donna del nero · g6 alfiere del nero · a5 alfiere del nero · c5 torre del nero · f5 torre del nero · g5 pedone del bianco · e4 pedone del bianco · a3 alfiere del bianco · h3 donna del bianco | c8 re del bianco · d8 cavallo del nero · f8 cavallo del nero · b7 cavallo del bianco · c7 pedone del bianco · d7 pedone del bianco · e7 pedone del bianco · g7 torre del bianco · a6 torre del bianco · c6 cavallo del bianco · e6 re del nero · f6 donna del nero · g6 alfiere del nero · a5 alfiere del nero · c5 torre del nero · f5 torre del nero · g5 pedone del bianco · e4 pedone del bianco · a3 alfiere del bianco · h3 donna del bianco | c8 re del bianco · d8 cavallo del nero · f8 cavallo del nero · b7 cavallo del bianco · c7 pedone del bianco · d7 pedone del bianco · e7 pedone del bianco · g7 torre del bianco · a6 torre del bianco · c6 cavallo del bianco · e6 re del nero · f6 donna del nero · g6 alfiere del nero · a5 alfiere del nero · c5 torre del nero · f5 torre del nero · g5 pedone del bianco · e4 pedone del bianco · a3 alfiere del bianco · h3 donna del bianco | c8 re del bianco · d8 cavallo del nero · f8 cavallo del nero · b7 cavallo del bianco · c7 pedone del bianco · d7 pedone del bianco · e7 pedone del bianco · g7 torre del bianco · a6 torre del bianco · c6 cavallo del bianco · e6 re del nero · f6 donna del nero · g6 alfiere del nero · a5 alfiere del nero · c5 torre del nero · f5 torre del nero · g5 pedone del bianco · e4 pedone del bianco · a3 alfiere del bianco · h3 donna del bianco | 5 |
| 4 | c8 re del bianco · d8 cavallo del nero · f8 cavallo del nero · b7 cavallo del bianco · c7 pedone del bianco · d7 pedone del bianco · e7 pedone del bianco · g7 torre del bianco · a6 torre del bianco · c6 cavallo del bianco · e6 re del nero · f6 donna del nero · g6 alfiere del nero · a5 alfiere del nero · c5 torre del nero · f5 torre del nero · g5 pedone del bianco · e4 pedone del bianco · a3 alfiere del bianco · h3 donna del bianco | c8 re del bianco · d8 cavallo del nero · f8 cavallo del nero · b7 cavallo del bianco · c7 pedone del bianco · d7 pedone del bianco · e7 pedone del bianco · g7 torre del bianco · a6 torre del bianco · c6 cavallo del bianco · e6 re del nero · f6 donna del nero · g6 alfiere del nero · a5 alfiere del nero · c5 torre del nero · f5 torre del nero · g5 pedone del bianco · e4 pedone del bianco · a3 alfiere del bianco · h3 donna del bianco | c8 re del bianco · d8 cavallo del nero · f8 cavallo del nero · b7 cavallo del bianco · c7 pedone del bianco · d7 pedone del bianco · e7 pedone del bianco · g7 torre del bianco · a6 torre del bianco · c6 cavallo del bianco · e6 re del nero · f6 donna del nero · g6 alfiere del nero · a5 alfiere del nero · c5 torre del nero · f5 torre del nero · g5 pedone del bianco · e4 pedone del bianco · a3 alfiere del bianco · h3 donna del bianco | c8 re del bianco · d8 cavallo del nero · f8 cavallo del nero · b7 cavallo del bianco · c7 pedone del bianco · d7 pedone del bianco · e7 pedone del bianco · g7 torre del bianco · a6 torre del bianco · c6 cavallo del bianco · e6 re del nero · f6 donna del nero · g6 alfiere del nero · a5 alfiere del nero · c5 torre del nero · f5 torre del nero · g5 pedone del bianco · e4 pedone del bianco · a3 alfiere del bianco · h3 donna del bianco | c8 re del bianco · d8 cavallo del nero · f8 cavallo del nero · b7 cavallo del bianco · c7 pedone del bianco · d7 pedone del bianco · e7 pedone del bianco · g7 torre del bianco · a6 torre del bianco · c6 cavallo del bianco · e6 re del nero · f6 donna del nero · g6 alfiere del nero · a5 alfiere del nero · c5 torre del nero · f5 torre del nero · g5 pedone del bianco · e4 pedone del bianco · a3 alfiere del bianco · h3 donna del bianco | c8 re del bianco · d8 cavallo del nero · f8 cavallo del nero · b7 cavallo del bianco · c7 pedone del bianco · d7 pedone del bianco · e7 pedone del bianco · g7 torre del bianco · a6 torre del bianco · c6 cavallo del bianco · e6 re del nero · f6 donna del nero · g6 alfiere del nero · a5 alfiere del nero · c5 torre del nero · f5 torre del nero · g5 pedone del bianco · e4 pedone del bianco · a3 alfiere del bianco · h3 donna del bianco | c8 re del bianco · d8 cavallo del nero · f8 cavallo del nero · b7 cavallo del bianco · c7 pedone del bianco · d7 pedone del bianco · e7 pedone del bianco · g7 torre del bianco · a6 torre del bianco · c6 cavallo del bianco · e6 re del nero · f6 donna del nero · g6 alfiere del nero · a5 alfiere del nero · c5 torre del nero · f5 torre del nero · g5 pedone del bianco · e4 pedone del bianco · a3 alfiere del bianco · h3 donna del bianco | c8 re del bianco · d8 cavallo del nero · f8 cavallo del nero · b7 cavallo del bianco · c7 pedone del bianco · d7 pedone del bianco · e7 pedone del bianco · g7 torre del bianco · a6 torre del bianco · c6 cavallo del bianco · e6 re del nero · f6 donna del nero · g6 alfiere del nero · a5 alfiere del nero · c5 torre del nero · f5 torre del nero · g5 pedone del bianco · e4 pedone del bianco · a3 alfiere del bianco · h3 donna del bianco | 4 |
| 3 | c8 re del bianco · d8 cavallo del nero · f8 cavallo del nero · b7 cavallo del bianco · c7 pedone del bianco · d7 pedone del bianco · e7 pedone del bianco · g7 torre del bianco · a6 torre del bianco · c6 cavallo del bianco · e6 re del nero · f6 donna del nero · g6 alfiere del nero · a5 alfiere del nero · c5 torre del nero · f5 torre del nero · g5 pedone del bianco · e4 pedone del bianco · a3 alfiere del bianco · h3 donna del bianco | c8 re del bianco · d8 cavallo del nero · f8 cavallo del nero · b7 cavallo del bianco · c7 pedone del bianco · d7 pedone del bianco · e7 pedone del bianco · g7 torre del bianco · a6 torre del bianco · c6 cavallo del bianco · e6 re del nero · f6 donna del nero · g6 alfiere del nero · a5 alfiere del nero · c5 torre del nero · f5 torre del nero · g5 pedone del bianco · e4 pedone del bianco · a3 alfiere del bianco · h3 donna del bianco | c8 re del bianco · d8 cavallo del nero · f8 cavallo del nero · b7 cavallo del bianco · c7 pedone del bianco · d7 pedone del bianco · e7 pedone del bianco · g7 torre del bianco · a6 torre del bianco · c6 cavallo del bianco · e6 re del nero · f6 donna del nero · g6 alfiere del nero · a5 alfiere del nero · c5 torre del nero · f5 torre del nero · g5 pedone del bianco · e4 pedone del bianco · a3 alfiere del bianco · h3 donna del bianco | c8 re del bianco · d8 cavallo del nero · f8 cavallo del nero · b7 cavallo del bianco · c7 pedone del bianco · d7 pedone del bianco · e7 pedone del bianco · g7 torre del bianco · a6 torre del bianco · c6 cavallo del bianco · e6 re del nero · f6 donna del nero · g6 alfiere del nero · a5 alfiere del nero · c5 torre del nero · f5 torre del nero · g5 pedone del bianco · e4 pedone del bianco · a3 alfiere del bianco · h3 donna del bianco | c8 re del bianco · d8 cavallo del nero · f8 cavallo del nero · b7 cavallo del bianco · c7 pedone del bianco · d7 pedone del bianco · e7 pedone del bianco · g7 torre del bianco · a6 torre del bianco · c6 cavallo del bianco · e6 re del nero · f6 donna del nero · g6 alfiere del nero · a5 alfiere del nero · c5 torre del nero · f5 torre del nero · g5 pedone del bianco · e4 pedone del bianco · a3 alfiere del bianco · h3 donna del bianco | c8 re del bianco · d8 cavallo del nero · f8 cavallo del nero · b7 cavallo del bianco · c7 pedone del bianco · d7 pedone del bianco · e7 pedone del bianco · g7 torre del bianco · a6 torre del bianco · c6 cavallo del bianco · e6 re del nero · f6 donna del nero · g6 alfiere del nero · a5 alfiere del nero · c5 torre del nero · f5 torre del nero · g5 pedone del bianco · e4 pedone del bianco · a3 alfiere del bianco · h3 donna del bianco | c8 re del bianco · d8 cavallo del nero · f8 cavallo del nero · b7 cavallo del bianco · c7 pedone del bianco · d7 pedone del bianco · e7 pedone del bianco · g7 torre del bianco · a6 torre del bianco · c6 cavallo del bianco · e6 re del nero · f6 donna del nero · g6 alfiere del nero · a5 alfiere del nero · c5 torre del nero · f5 torre del nero · g5 pedone del bianco · e4 pedone del bianco · a3 alfiere del bianco · h3 donna del bianco | c8 re del bianco · d8 cavallo del nero · f8 cavallo del nero · b7 cavallo del bianco · c7 pedone del bianco · d7 pedone del bianco · e7 pedone del bianco · g7 torre del bianco · a6 torre del bianco · c6 cavallo del bianco · e6 re del nero · f6 donna del nero · g6 alfiere del nero · a5 alfiere del nero · c5 torre del nero · f5 torre del nero · g5 pedone del bianco · e4 pedone del bianco · a3 alfiere del bianco · h3 donna del bianco | 3 |
| 2 | c8 re del bianco · d8 cavallo del nero · f8 cavallo del nero · b7 cavallo del bianco · c7 pedone del bianco · d7 pedone del bianco · e7 pedone del bianco · g7 torre del bianco · a6 torre del bianco · c6 cavallo del bianco · e6 re del nero · f6 donna del nero · g6 alfiere del nero · a5 alfiere del nero · c5 torre del nero · f5 torre del nero · g5 pedone del bianco · e4 pedone del bianco · a3 alfiere del bianco · h3 donna del bianco | c8 re del bianco · d8 cavallo del nero · f8 cavallo del nero · b7 cavallo del bianco · c7 pedone del bianco · d7 pedone del bianco · e7 pedone del bianco · g7 torre del bianco · a6 torre del bianco · c6 cavallo del bianco · e6 re del nero · f6 donna del nero · g6 alfiere del nero · a5 alfiere del nero · c5 torre del nero · f5 torre del nero · g5 pedone del bianco · e4 pedone del bianco · a3 alfiere del bianco · h3 donna del bianco | c8 re del bianco · d8 cavallo del nero · f8 cavallo del nero · b7 cavallo del bianco · c7 pedone del bianco · d7 pedone del bianco · e7 pedone del bianco · g7 torre del bianco · a6 torre del bianco · c6 cavallo del bianco · e6 re del nero · f6 donna del nero · g6 alfiere del nero · a5 alfiere del nero · c5 torre del nero · f5 torre del nero · g5 pedone del bianco · e4 pedone del bianco · a3 alfiere del bianco · h3 donna del bianco | c8 re del bianco · d8 cavallo del nero · f8 cavallo del nero · b7 cavallo del bianco · c7 pedone del bianco · d7 pedone del bianco · e7 pedone del bianco · g7 torre del bianco · a6 torre del bianco · c6 cavallo del bianco · e6 re del nero · f6 donna del nero · g6 alfiere del nero · a5 alfiere del nero · c5 torre del nero · f5 torre del nero · g5 pedone del bianco · e4 pedone del bianco · a3 alfiere del bianco · h3 donna del bianco | c8 re del bianco · d8 cavallo del nero · f8 cavallo del nero · b7 cavallo del bianco · c7 pedone del bianco · d7 pedone del bianco · e7 pedone del bianco · g7 torre del bianco · a6 torre del bianco · c6 cavallo del bianco · e6 re del nero · f6 donna del nero · g6 alfiere del nero · a5 alfiere del nero · c5 torre del nero · f5 torre del nero · g5 pedone del bianco · e4 pedone del bianco · a3 alfiere del bianco · h3 donna del bianco | c8 re del bianco · d8 cavallo del nero · f8 cavallo del nero · b7 cavallo del bianco · c7 pedone del bianco · d7 pedone del bianco · e7 pedone del bianco · g7 torre del bianco · a6 torre del bianco · c6 cavallo del bianco · e6 re del nero · f6 donna del nero · g6 alfiere del nero · a5 alfiere del nero · c5 torre del nero · f5 torre del nero · g5 pedone del bianco · e4 pedone del bianco · a3 alfiere del bianco · h3 donna del bianco | c8 re del bianco · d8 cavallo del nero · f8 cavallo del nero · b7 cavallo del bianco · c7 pedone del bianco · d7 pedone del bianco · e7 pedone del bianco · g7 torre del bianco · a6 torre del bianco · c6 cavallo del bianco · e6 re del nero · f6 donna del nero · g6 alfiere del nero · a5 alfiere del nero · c5 torre del nero · f5 torre del nero · g5 pedone del bianco · e4 pedone del bianco · a3 alfiere del bianco · h3 donna del bianco | c8 re del bianco · d8 cavallo del nero · f8 cavallo del nero · b7 cavallo del bianco · c7 pedone del bianco · d7 pedone del bianco · e7 pedone del bianco · g7 torre del bianco · a6 torre del bianco · c6 cavallo del bianco · e6 re del nero · f6 donna del nero · g6 alfiere del nero · a5 alfiere del nero · c5 torre del nero · f5 torre del nero · g5 pedone del bianco · e4 pedone del bianco · a3 alfiere del bianco · h3 donna del bianco | 2 |
| 1 | c8 re del bianco · d8 cavallo del nero · f8 cavallo del nero · b7 cavallo del bianco · c7 pedone del bianco · d7 pedone del bianco · e7 pedone del bianco · g7 torre del bianco · a6 torre del bianco · c6 cavallo del bianco · e6 re del nero · f6 donna del nero · g6 alfiere del nero · a5 alfiere del nero · c5 torre del nero · f5 torre del nero · g5 pedone del bianco · e4 pedone del bianco · a3 alfiere del bianco · h3 donna del bianco | c8 re del bianco · d8 cavallo del nero · f8 cavallo del nero · b7 cavallo del bianco · c7 pedone del bianco · d7 pedone del bianco · e7 pedone del bianco · g7 torre del bianco · a6 torre del bianco · c6 cavallo del bianco · e6 re del nero · f6 donna del nero · g6 alfiere del nero · a5 alfiere del nero · c5 torre del nero · f5 torre del nero · g5 pedone del bianco · e4 pedone del bianco · a3 alfiere del bianco · h3 donna del bianco | c8 re del bianco · d8 cavallo del nero · f8 cavallo del nero · b7 cavallo del bianco · c7 pedone del bianco · d7 pedone del bianco · e7 pedone del bianco · g7 torre del bianco · a6 torre del bianco · c6 cavallo del bianco · e6 re del nero · f6 donna del nero · g6 alfiere del nero · a5 alfiere del nero · c5 torre del nero · f5 torre del nero · g5 pedone del bianco · e4 pedone del bianco · a3 alfiere del bianco · h3 donna del bianco | c8 re del bianco · d8 cavallo del nero · f8 cavallo del nero · b7 cavallo del bianco · c7 pedone del bianco · d7 pedone del bianco · e7 pedone del bianco · g7 torre del bianco · a6 torre del bianco · c6 cavallo del bianco · e6 re del nero · f6 donna del nero · g6 alfiere del nero · a5 alfiere del nero · c5 torre del nero · f5 torre del nero · g5 pedone del bianco · e4 pedone del bianco · a3 alfiere del bianco · h3 donna del bianco | c8 re del bianco · d8 cavallo del nero · f8 cavallo del nero · b7 cavallo del bianco · c7 pedone del bianco · d7 pedone del bianco · e7 pedone del bianco · g7 torre del bianco · a6 torre del bianco · c6 cavallo del bianco · e6 re del nero · f6 donna del nero · g6 alfiere del nero · a5 alfiere del nero · c5 torre del nero · f5 torre del nero · g5 pedone del bianco · e4 pedone del bianco · a3 alfiere del bianco · h3 donna del bianco | c8 re del bianco · d8 cavallo del nero · f8 cavallo del nero · b7 cavallo del bianco · c7 pedone del bianco · d7 pedone del bianco · e7 pedone del bianco · g7 torre del bianco · a6 torre del bianco · c6 cavallo del bianco · e6 re del nero · f6 donna del nero · g6 alfiere del nero · a5 alfiere del nero · c5 torre del nero · f5 torre del nero · g5 pedone del bianco · e4 pedone del bianco · a3 alfiere del bianco · h3 donna del bianco | c8 re del bianco · d8 cavallo del nero · f8 cavallo del nero · b7 cavallo del bianco · c7 pedone del bianco · d7 pedone del bianco · e7 pedone del bianco · g7 torre del bianco · a6 torre del bianco · c6 cavallo del bianco · e6 re del nero · f6 donna del nero · g6 alfiere del nero · a5 alfiere del nero · c5 torre del nero · f5 torre del nero · g5 pedone del bianco · e4 pedone del bianco · a3 alfiere del bianco · h3 donna del bianco | c8 re del bianco · d8 cavallo del nero · f8 cavallo del nero · b7 cavallo del bianco · c7 pedone del bianco · d7 pedone del bianco · e7 pedone del bianco · g7 torre del bianco · a6 torre del bianco · c6 cavallo del bianco · e6 re del nero · f6 donna del nero · g6 alfiere del nero · a5 alfiere del nero · c5 torre del nero · f5 torre del nero · g5 pedone del bianco · e4 pedone del bianco · a3 alfiere del bianco · h3 donna del bianco | 1 |
|   | a | b | c | d | e | f | g | h |   |

Soluzione:
Tentativi:
1. Txg6?   1. ...Cxg6!

1. exf8=D?   1. ...Dxf8!

1. Dg3?   1. ...Tf4!
Chiave:  1. Dc3!!  (minaccia 2. Ccxd8#)

1. ...Txc3/Txc6  2. Cbxd8#

1. ...Dxc3/Dxg7  2. exd8=C#

1. ...Axc3   2. cxd8=C#

1. ...Af7/Cf7   2. exf8=C#
|   | a | b | c | d | e | f | g | h |   |
| 8 | a8 re del nero · g8 re del bianco · g7 pedone del nero · h7 pedone del nero · a6 pedone del nero · b6 donna del bianco · d6 cavallo del bianco · f6 cavallo del bianco · h6 torre del nero · f5 pedone del nero · g5 cavallo del nero · b4 pedone del bianco · d4 pedone del nero · f4 cavallo del nero · h4 donna del nero · h2 alfiere del nero · h1 alfiere del nero | a8 re del nero · g8 re del bianco · g7 pedone del nero · h7 pedone del nero · a6 pedone del nero · b6 donna del bianco · d6 cavallo del bianco · f6 cavallo del bianco · h6 torre del nero · f5 pedone del nero · g5 cavallo del nero · b4 pedone del bianco · d4 pedone del nero · f4 cavallo del nero · h4 donna del nero · h2 alfiere del nero · h1 alfiere del nero | a8 re del nero · g8 re del bianco · g7 pedone del nero · h7 pedone del nero · a6 pedone del nero · b6 donna del bianco · d6 cavallo del bianco · f6 cavallo del bianco · h6 torre del nero · f5 pedone del nero · g5 cavallo del nero · b4 pedone del bianco · d4 pedone del nero · f4 cavallo del nero · h4 donna del nero · h2 alfiere del nero · h1 alfiere del nero | a8 re del nero · g8 re del bianco · g7 pedone del nero · h7 pedone del nero · a6 pedone del nero · b6 donna del bianco · d6 cavallo del bianco · f6 cavallo del bianco · h6 torre del nero · f5 pedone del nero · g5 cavallo del nero · b4 pedone del bianco · d4 pedone del nero · f4 cavallo del nero · h4 donna del nero · h2 alfiere del nero · h1 alfiere del nero | a8 re del nero · g8 re del bianco · g7 pedone del nero · h7 pedone del nero · a6 pedone del nero · b6 donna del bianco · d6 cavallo del bianco · f6 cavallo del bianco · h6 torre del nero · f5 pedone del nero · g5 cavallo del nero · b4 pedone del bianco · d4 pedone del nero · f4 cavallo del nero · h4 donna del nero · h2 alfiere del nero · h1 alfiere del nero | a8 re del nero · g8 re del bianco · g7 pedone del nero · h7 pedone del nero · a6 pedone del nero · b6 donna del bianco · d6 cavallo del bianco · f6 cavallo del bianco · h6 torre del nero · f5 pedone del nero · g5 cavallo del nero · b4 pedone del bianco · d4 pedone del nero · f4 cavallo del nero · h4 donna del nero · h2 alfiere del nero · h1 alfiere del nero | a8 re del nero · g8 re del bianco · g7 pedone del nero · h7 pedone del nero · a6 pedone del nero · b6 donna del bianco · d6 cavallo del bianco · f6 cavallo del bianco · h6 torre del nero · f5 pedone del nero · g5 cavallo del nero · b4 pedone del bianco · d4 pedone del nero · f4 cavallo del nero · h4 donna del nero · h2 alfiere del nero · h1 alfiere del nero | a8 re del nero · g8 re del bianco · g7 pedone del nero · h7 pedone del nero · a6 pedone del nero · b6 donna del bianco · d6 cavallo del bianco · f6 cavallo del bianco · h6 torre del nero · f5 pedone del nero · g5 cavallo del nero · b4 pedone del bianco · d4 pedone del nero · f4 cavallo del nero · h4 donna del nero · h2 alfiere del nero · h1 alfiere del nero | 8 |
| 7 | a8 re del nero · g8 re del bianco · g7 pedone del nero · h7 pedone del nero · a6 pedone del nero · b6 donna del bianco · d6 cavallo del bianco · f6 cavallo del bianco · h6 torre del nero · f5 pedone del nero · g5 cavallo del nero · b4 pedone del bianco · d4 pedone del nero · f4 cavallo del nero · h4 donna del nero · h2 alfiere del nero · h1 alfiere del nero | a8 re del nero · g8 re del bianco · g7 pedone del nero · h7 pedone del nero · a6 pedone del nero · b6 donna del bianco · d6 cavallo del bianco · f6 cavallo del bianco · h6 torre del nero · f5 pedone del nero · g5 cavallo del nero · b4 pedone del bianco · d4 pedone del nero · f4 cavallo del nero · h4 donna del nero · h2 alfiere del nero · h1 alfiere del nero | a8 re del nero · g8 re del bianco · g7 pedone del nero · h7 pedone del nero · a6 pedone del nero · b6 donna del bianco · d6 cavallo del bianco · f6 cavallo del bianco · h6 torre del nero · f5 pedone del nero · g5 cavallo del nero · b4 pedone del bianco · d4 pedone del nero · f4 cavallo del nero · h4 donna del nero · h2 alfiere del nero · h1 alfiere del nero | a8 re del nero · g8 re del bianco · g7 pedone del nero · h7 pedone del nero · a6 pedone del nero · b6 donna del bianco · d6 cavallo del bianco · f6 cavallo del bianco · h6 torre del nero · f5 pedone del nero · g5 cavallo del nero · b4 pedone del bianco · d4 pedone del nero · f4 cavallo del nero · h4 donna del nero · h2 alfiere del nero · h1 alfiere del nero | a8 re del nero · g8 re del bianco · g7 pedone del nero · h7 pedone del nero · a6 pedone del nero · b6 donna del bianco · d6 cavallo del bianco · f6 cavallo del bianco · h6 torre del nero · f5 pedone del nero · g5 cavallo del nero · b4 pedone del bianco · d4 pedone del nero · f4 cavallo del nero · h4 donna del nero · h2 alfiere del nero · h1 alfiere del nero | a8 re del nero · g8 re del bianco · g7 pedone del nero · h7 pedone del nero · a6 pedone del nero · b6 donna del bianco · d6 cavallo del bianco · f6 cavallo del bianco · h6 torre del nero · f5 pedone del nero · g5 cavallo del nero · b4 pedone del bianco · d4 pedone del nero · f4 cavallo del nero · h4 donna del nero · h2 alfiere del nero · h1 alfiere del nero | a8 re del nero · g8 re del bianco · g7 pedone del nero · h7 pedone del nero · a6 pedone del nero · b6 donna del bianco · d6 cavallo del bianco · f6 cavallo del bianco · h6 torre del nero · f5 pedone del nero · g5 cavallo del nero · b4 pedone del bianco · d4 pedone del nero · f4 cavallo del nero · h4 donna del nero · h2 alfiere del nero · h1 alfiere del nero | a8 re del nero · g8 re del bianco · g7 pedone del nero · h7 pedone del nero · a6 pedone del nero · b6 donna del bianco · d6 cavallo del bianco · f6 cavallo del bianco · h6 torre del nero · f5 pedone del nero · g5 cavallo del nero · b4 pedone del bianco · d4 pedone del nero · f4 cavallo del nero · h4 donna del nero · h2 alfiere del nero · h1 alfiere del nero | 7 |
| 6 | a8 re del nero · g8 re del bianco · g7 pedone del nero · h7 pedone del nero · a6 pedone del nero · b6 donna del bianco · d6 cavallo del bianco · f6 cavallo del bianco · h6 torre del nero · f5 pedone del nero · g5 cavallo del nero · b4 pedone del bianco · d4 pedone del nero · f4 cavallo del nero · h4 donna del nero · h2 alfiere del nero · h1 alfiere del nero | a8 re del nero · g8 re del bianco · g7 pedone del nero · h7 pedone del nero · a6 pedone del nero · b6 donna del bianco · d6 cavallo del bianco · f6 cavallo del bianco · h6 torre del nero · f5 pedone del nero · g5 cavallo del nero · b4 pedone del bianco · d4 pedone del nero · f4 cavallo del nero · h4 donna del nero · h2 alfiere del nero · h1 alfiere del nero | a8 re del nero · g8 re del bianco · g7 pedone del nero · h7 pedone del nero · a6 pedone del nero · b6 donna del bianco · d6 cavallo del bianco · f6 cavallo del bianco · h6 torre del nero · f5 pedone del nero · g5 cavallo del nero · b4 pedone del bianco · d4 pedone del nero · f4 cavallo del nero · h4 donna del nero · h2 alfiere del nero · h1 alfiere del nero | a8 re del nero · g8 re del bianco · g7 pedone del nero · h7 pedone del nero · a6 pedone del nero · b6 donna del bianco · d6 cavallo del bianco · f6 cavallo del bianco · h6 torre del nero · f5 pedone del nero · g5 cavallo del nero · b4 pedone del bianco · d4 pedone del nero · f4 cavallo del nero · h4 donna del nero · h2 alfiere del nero · h1 alfiere del nero | a8 re del nero · g8 re del bianco · g7 pedone del nero · h7 pedone del nero · a6 pedone del nero · b6 donna del bianco · d6 cavallo del bianco · f6 cavallo del bianco · h6 torre del nero · f5 pedone del nero · g5 cavallo del nero · b4 pedone del bianco · d4 pedone del nero · f4 cavallo del nero · h4 donna del nero · h2 alfiere del nero · h1 alfiere del nero | a8 re del nero · g8 re del bianco · g7 pedone del nero · h7 pedone del nero · a6 pedone del nero · b6 donna del bianco · d6 cavallo del bianco · f6 cavallo del bianco · h6 torre del nero · f5 pedone del nero · g5 cavallo del nero · b4 pedone del bianco · d4 pedone del nero · f4 cavallo del nero · h4 donna del nero · h2 alfiere del nero · h1 alfiere del nero | a8 re del nero · g8 re del bianco · g7 pedone del nero · h7 pedone del nero · a6 pedone del nero · b6 donna del bianco · d6 cavallo del bianco · f6 cavallo del bianco · h6 torre del nero · f5 pedone del nero · g5 cavallo del nero · b4 pedone del bianco · d4 pedone del nero · f4 cavallo del nero · h4 donna del nero · h2 alfiere del nero · h1 alfiere del nero | a8 re del nero · g8 re del bianco · g7 pedone del nero · h7 pedone del nero · a6 pedone del nero · b6 donna del bianco · d6 cavallo del bianco · f6 cavallo del bianco · h6 torre del nero · f5 pedone del nero · g5 cavallo del nero · b4 pedone del bianco · d4 pedone del nero · f4 cavallo del nero · h4 donna del nero · h2 alfiere del nero · h1 alfiere del nero | 6 |
| 5 | a8 re del nero · g8 re del bianco · g7 pedone del nero · h7 pedone del nero · a6 pedone del nero · b6 donna del bianco · d6 cavallo del bianco · f6 cavallo del bianco · h6 torre del nero · f5 pedone del nero · g5 cavallo del nero · b4 pedone del bianco · d4 pedone del nero · f4 cavallo del nero · h4 donna del nero · h2 alfiere del nero · h1 alfiere del nero | a8 re del nero · g8 re del bianco · g7 pedone del nero · h7 pedone del nero · a6 pedone del nero · b6 donna del bianco · d6 cavallo del bianco · f6 cavallo del bianco · h6 torre del nero · f5 pedone del nero · g5 cavallo del nero · b4 pedone del bianco · d4 pedone del nero · f4 cavallo del nero · h4 donna del nero · h2 alfiere del nero · h1 alfiere del nero | a8 re del nero · g8 re del bianco · g7 pedone del nero · h7 pedone del nero · a6 pedone del nero · b6 donna del bianco · d6 cavallo del bianco · f6 cavallo del bianco · h6 torre del nero · f5 pedone del nero · g5 cavallo del nero · b4 pedone del bianco · d4 pedone del nero · f4 cavallo del nero · h4 donna del nero · h2 alfiere del nero · h1 alfiere del nero | a8 re del nero · g8 re del bianco · g7 pedone del nero · h7 pedone del nero · a6 pedone del nero · b6 donna del bianco · d6 cavallo del bianco · f6 cavallo del bianco · h6 torre del nero · f5 pedone del nero · g5 cavallo del nero · b4 pedone del bianco · d4 pedone del nero · f4 cavallo del nero · h4 donna del nero · h2 alfiere del nero · h1 alfiere del nero | a8 re del nero · g8 re del bianco · g7 pedone del nero · h7 pedone del nero · a6 pedone del nero · b6 donna del bianco · d6 cavallo del bianco · f6 cavallo del bianco · h6 torre del nero · f5 pedone del nero · g5 cavallo del nero · b4 pedone del bianco · d4 pedone del nero · f4 cavallo del nero · h4 donna del nero · h2 alfiere del nero · h1 alfiere del nero | a8 re del nero · g8 re del bianco · g7 pedone del nero · h7 pedone del nero · a6 pedone del nero · b6 donna del bianco · d6 cavallo del bianco · f6 cavallo del bianco · h6 torre del nero · f5 pedone del nero · g5 cavallo del nero · b4 pedone del bianco · d4 pedone del nero · f4 cavallo del nero · h4 donna del nero · h2 alfiere del nero · h1 alfiere del nero | a8 re del nero · g8 re del bianco · g7 pedone del nero · h7 pedone del nero · a6 pedone del nero · b6 donna del bianco · d6 cavallo del bianco · f6 cavallo del bianco · h6 torre del nero · f5 pedone del nero · g5 cavallo del nero · b4 pedone del bianco · d4 pedone del nero · f4 cavallo del nero · h4 donna del nero · h2 alfiere del nero · h1 alfiere del nero | a8 re del nero · g8 re del bianco · g7 pedone del nero · h7 pedone del nero · a6 pedone del nero · b6 donna del bianco · d6 cavallo del bianco · f6 cavallo del bianco · h6 torre del nero · f5 pedone del nero · g5 cavallo del nero · b4 pedone del bianco · d4 pedone del nero · f4 cavallo del nero · h4 donna del nero · h2 alfiere del nero · h1 alfiere del nero | 5 |
| 4 | a8 re del nero · g8 re del bianco · g7 pedone del nero · h7 pedone del nero · a6 pedone del nero · b6 donna del bianco · d6 cavallo del bianco · f6 cavallo del bianco · h6 torre del nero · f5 pedone del nero · g5 cavallo del nero · b4 pedone del bianco · d4 pedone del nero · f4 cavallo del nero · h4 donna del nero · h2 alfiere del nero · h1 alfiere del nero | a8 re del nero · g8 re del bianco · g7 pedone del nero · h7 pedone del nero · a6 pedone del nero · b6 donna del bianco · d6 cavallo del bianco · f6 cavallo del bianco · h6 torre del nero · f5 pedone del nero · g5 cavallo del nero · b4 pedone del bianco · d4 pedone del nero · f4 cavallo del nero · h4 donna del nero · h2 alfiere del nero · h1 alfiere del nero | a8 re del nero · g8 re del bianco · g7 pedone del nero · h7 pedone del nero · a6 pedone del nero · b6 donna del bianco · d6 cavallo del bianco · f6 cavallo del bianco · h6 torre del nero · f5 pedone del nero · g5 cavallo del nero · b4 pedone del bianco · d4 pedone del nero · f4 cavallo del nero · h4 donna del nero · h2 alfiere del nero · h1 alfiere del nero | a8 re del nero · g8 re del bianco · g7 pedone del nero · h7 pedone del nero · a6 pedone del nero · b6 donna del bianco · d6 cavallo del bianco · f6 cavallo del bianco · h6 torre del nero · f5 pedone del nero · g5 cavallo del nero · b4 pedone del bianco · d4 pedone del nero · f4 cavallo del nero · h4 donna del nero · h2 alfiere del nero · h1 alfiere del nero | a8 re del nero · g8 re del bianco · g7 pedone del nero · h7 pedone del nero · a6 pedone del nero · b6 donna del bianco · d6 cavallo del bianco · f6 cavallo del bianco · h6 torre del nero · f5 pedone del nero · g5 cavallo del nero · b4 pedone del bianco · d4 pedone del nero · f4 cavallo del nero · h4 donna del nero · h2 alfiere del nero · h1 alfiere del nero | a8 re del nero · g8 re del bianco · g7 pedone del nero · h7 pedone del nero · a6 pedone del nero · b6 donna del bianco · d6 cavallo del bianco · f6 cavallo del bianco · h6 torre del nero · f5 pedone del nero · g5 cavallo del nero · b4 pedone del bianco · d4 pedone del nero · f4 cavallo del nero · h4 donna del nero · h2 alfiere del nero · h1 alfiere del nero | a8 re del nero · g8 re del bianco · g7 pedone del nero · h7 pedone del nero · a6 pedone del nero · b6 donna del bianco · d6 cavallo del bianco · f6 cavallo del bianco · h6 torre del nero · f5 pedone del nero · g5 cavallo del nero · b4 pedone del bianco · d4 pedone del nero · f4 cavallo del nero · h4 donna del nero · h2 alfiere del nero · h1 alfiere del nero | a8 re del nero · g8 re del bianco · g7 pedone del nero · h7 pedone del nero · a6 pedone del nero · b6 donna del bianco · d6 cavallo del bianco · f6 cavallo del bianco · h6 torre del nero · f5 pedone del nero · g5 cavallo del nero · b4 pedone del bianco · d4 pedone del nero · f4 cavallo del nero · h4 donna del nero · h2 alfiere del nero · h1 alfiere del nero | 4 |
| 3 | a8 re del nero · g8 re del bianco · g7 pedone del nero · h7 pedone del nero · a6 pedone del nero · b6 donna del bianco · d6 cavallo del bianco · f6 cavallo del bianco · h6 torre del nero · f5 pedone del nero · g5 cavallo del nero · b4 pedone del bianco · d4 pedone del nero · f4 cavallo del nero · h4 donna del nero · h2 alfiere del nero · h1 alfiere del nero | a8 re del nero · g8 re del bianco · g7 pedone del nero · h7 pedone del nero · a6 pedone del nero · b6 donna del bianco · d6 cavallo del bianco · f6 cavallo del bianco · h6 torre del nero · f5 pedone del nero · g5 cavallo del nero · b4 pedone del bianco · d4 pedone del nero · f4 cavallo del nero · h4 donna del nero · h2 alfiere del nero · h1 alfiere del nero | a8 re del nero · g8 re del bianco · g7 pedone del nero · h7 pedone del nero · a6 pedone del nero · b6 donna del bianco · d6 cavallo del bianco · f6 cavallo del bianco · h6 torre del nero · f5 pedone del nero · g5 cavallo del nero · b4 pedone del bianco · d4 pedone del nero · f4 cavallo del nero · h4 donna del nero · h2 alfiere del nero · h1 alfiere del nero | a8 re del nero · g8 re del bianco · g7 pedone del nero · h7 pedone del nero · a6 pedone del nero · b6 donna del bianco · d6 cavallo del bianco · f6 cavallo del bianco · h6 torre del nero · f5 pedone del nero · g5 cavallo del nero · b4 pedone del bianco · d4 pedone del nero · f4 cavallo del nero · h4 donna del nero · h2 alfiere del nero · h1 alfiere del nero | a8 re del nero · g8 re del bianco · g7 pedone del nero · h7 pedone del nero · a6 pedone del nero · b6 donna del bianco · d6 cavallo del bianco · f6 cavallo del bianco · h6 torre del nero · f5 pedone del nero · g5 cavallo del nero · b4 pedone del bianco · d4 pedone del nero · f4 cavallo del nero · h4 donna del nero · h2 alfiere del nero · h1 alfiere del nero | a8 re del nero · g8 re del bianco · g7 pedone del nero · h7 pedone del nero · a6 pedone del nero · b6 donna del bianco · d6 cavallo del bianco · f6 cavallo del bianco · h6 torre del nero · f5 pedone del nero · g5 cavallo del nero · b4 pedone del bianco · d4 pedone del nero · f4 cavallo del nero · h4 donna del nero · h2 alfiere del nero · h1 alfiere del nero | a8 re del nero · g8 re del bianco · g7 pedone del nero · h7 pedone del nero · a6 pedone del nero · b6 donna del bianco · d6 cavallo del bianco · f6 cavallo del bianco · h6 torre del nero · f5 pedone del nero · g5 cavallo del nero · b4 pedone del bianco · d4 pedone del nero · f4 cavallo del nero · h4 donna del nero · h2 alfiere del nero · h1 alfiere del nero | a8 re del nero · g8 re del bianco · g7 pedone del nero · h7 pedone del nero · a6 pedone del nero · b6 donna del bianco · d6 cavallo del bianco · f6 cavallo del bianco · h6 torre del nero · f5 pedone del nero · g5 cavallo del nero · b4 pedone del bianco · d4 pedone del nero · f4 cavallo del nero · h4 donna del nero · h2 alfiere del nero · h1 alfiere del nero | 3 |
| 2 | a8 re del nero · g8 re del bianco · g7 pedone del nero · h7 pedone del nero · a6 pedone del nero · b6 donna del bianco · d6 cavallo del bianco · f6 cavallo del bianco · h6 torre del nero · f5 pedone del nero · g5 cavallo del nero · b4 pedone del bianco · d4 pedone del nero · f4 cavallo del nero · h4 donna del nero · h2 alfiere del nero · h1 alfiere del nero | a8 re del nero · g8 re del bianco · g7 pedone del nero · h7 pedone del nero · a6 pedone del nero · b6 donna del bianco · d6 cavallo del bianco · f6 cavallo del bianco · h6 torre del nero · f5 pedone del nero · g5 cavallo del nero · b4 pedone del bianco · d4 pedone del nero · f4 cavallo del nero · h4 donna del nero · h2 alfiere del nero · h1 alfiere del nero | a8 re del nero · g8 re del bianco · g7 pedone del nero · h7 pedone del nero · a6 pedone del nero · b6 donna del bianco · d6 cavallo del bianco · f6 cavallo del bianco · h6 torre del nero · f5 pedone del nero · g5 cavallo del nero · b4 pedone del bianco · d4 pedone del nero · f4 cavallo del nero · h4 donna del nero · h2 alfiere del nero · h1 alfiere del nero | a8 re del nero · g8 re del bianco · g7 pedone del nero · h7 pedone del nero · a6 pedone del nero · b6 donna del bianco · d6 cavallo del bianco · f6 cavallo del bianco · h6 torre del nero · f5 pedone del nero · g5 cavallo del nero · b4 pedone del bianco · d4 pedone del nero · f4 cavallo del nero · h4 donna del nero · h2 alfiere del nero · h1 alfiere del nero | a8 re del nero · g8 re del bianco · g7 pedone del nero · h7 pedone del nero · a6 pedone del nero · b6 donna del bianco · d6 cavallo del bianco · f6 cavallo del bianco · h6 torre del nero · f5 pedone del nero · g5 cavallo del nero · b4 pedone del bianco · d4 pedone del nero · f4 cavallo del nero · h4 donna del nero · h2 alfiere del nero · h1 alfiere del nero | a8 re del nero · g8 re del bianco · g7 pedone del nero · h7 pedone del nero · a6 pedone del nero · b6 donna del bianco · d6 cavallo del bianco · f6 cavallo del bianco · h6 torre del nero · f5 pedone del nero · g5 cavallo del nero · b4 pedone del bianco · d4 pedone del nero · f4 cavallo del nero · h4 donna del nero · h2 alfiere del nero · h1 alfiere del nero | a8 re del nero · g8 re del bianco · g7 pedone del nero · h7 pedone del nero · a6 pedone del nero · b6 donna del bianco · d6 cavallo del bianco · f6 cavallo del bianco · h6 torre del nero · f5 pedone del nero · g5 cavallo del nero · b4 pedone del bianco · d4 pedone del nero · f4 cavallo del nero · h4 donna del nero · h2 alfiere del nero · h1 alfiere del nero | a8 re del nero · g8 re del bianco · g7 pedone del nero · h7 pedone del nero · a6 pedone del nero · b6 donna del bianco · d6 cavallo del bianco · f6 cavallo del bianco · h6 torre del nero · f5 pedone del nero · g5 cavallo del nero · b4 pedone del bianco · d4 pedone del nero · f4 cavallo del nero · h4 donna del nero · h2 alfiere del nero · h1 alfiere del nero | 2 |
| 1 | a8 re del nero · g8 re del bianco · g7 pedone del nero · h7 pedone del nero · a6 pedone del nero · b6 donna del bianco · d6 cavallo del bianco · f6 cavallo del bianco · h6 torre del nero · f5 pedone del nero · g5 cavallo del nero · b4 pedone del bianco · d4 pedone del nero · f4 cavallo del nero · h4 donna del nero · h2 alfiere del nero · h1 alfiere del nero | a8 re del nero · g8 re del bianco · g7 pedone del nero · h7 pedone del nero · a6 pedone del nero · b6 donna del bianco · d6 cavallo del bianco · f6 cavallo del bianco · h6 torre del nero · f5 pedone del nero · g5 cavallo del nero · b4 pedone del bianco · d4 pedone del nero · f4 cavallo del nero · h4 donna del nero · h2 alfiere del nero · h1 alfiere del nero | a8 re del nero · g8 re del bianco · g7 pedone del nero · h7 pedone del nero · a6 pedone del nero · b6 donna del bianco · d6 cavallo del bianco · f6 cavallo del bianco · h6 torre del nero · f5 pedone del nero · g5 cavallo del nero · b4 pedone del bianco · d4 pedone del nero · f4 cavallo del nero · h4 donna del nero · h2 alfiere del nero · h1 alfiere del nero | a8 re del nero · g8 re del bianco · g7 pedone del nero · h7 pedone del nero · a6 pedone del nero · b6 donna del bianco · d6 cavallo del bianco · f6 cavallo del bianco · h6 torre del nero · f5 pedone del nero · g5 cavallo del nero · b4 pedone del bianco · d4 pedone del nero · f4 cavallo del nero · h4 donna del nero · h2 alfiere del nero · h1 alfiere del nero | a8 re del nero · g8 re del bianco · g7 pedone del nero · h7 pedone del nero · a6 pedone del nero · b6 donna del bianco · d6 cavallo del bianco · f6 cavallo del bianco · h6 torre del nero · f5 pedone del nero · g5 cavallo del nero · b4 pedone del bianco · d4 pedone del nero · f4 cavallo del nero · h4 donna del nero · h2 alfiere del nero · h1 alfiere del nero | a8 re del nero · g8 re del bianco · g7 pedone del nero · h7 pedone del nero · a6 pedone del nero · b6 donna del bianco · d6 cavallo del bianco · f6 cavallo del bianco · h6 torre del nero · f5 pedone del nero · g5 cavallo del nero · b4 pedone del bianco · d4 pedone del nero · f4 cavallo del nero · h4 donna del nero · h2 alfiere del nero · h1 alfiere del nero | a8 re del nero · g8 re del bianco · g7 pedone del nero · h7 pedone del nero · a6 pedone del nero · b6 donna del bianco · d6 cavallo del bianco · f6 cavallo del bianco · h6 torre del nero · f5 pedone del nero · g5 cavallo del nero · b4 pedone del bianco · d4 pedone del nero · f4 cavallo del nero · h4 donna del nero · h2 alfiere del nero · h1 alfiere del nero | a8 re del nero · g8 re del bianco · g7 pedone del nero · h7 pedone del nero · a6 pedone del nero · b6 donna del bianco · d6 cavallo del bianco · f6 cavallo del bianco · h6 torre del nero · f5 pedone del nero · g5 cavallo del nero · b4 pedone del bianco · d4 pedone del nero · f4 cavallo del nero · h4 donna del nero · h2 alfiere del nero · h1 alfiere del nero | 1 |
|   | a | b | c | d | e | f | g | h |   |

Soluzione:
1. b5 !  (min. 2. Dd8+ Ra7 3. b6#)
1... Ad5+ 2. Cxd5 ... 3. Db7#/Cc7#

1... Ce6 2. Cd7 ... 3. Db7#/Cc7#

1... Ce6/f7 2. Cc8 ∼ 3. Da7#